# Floridasundet

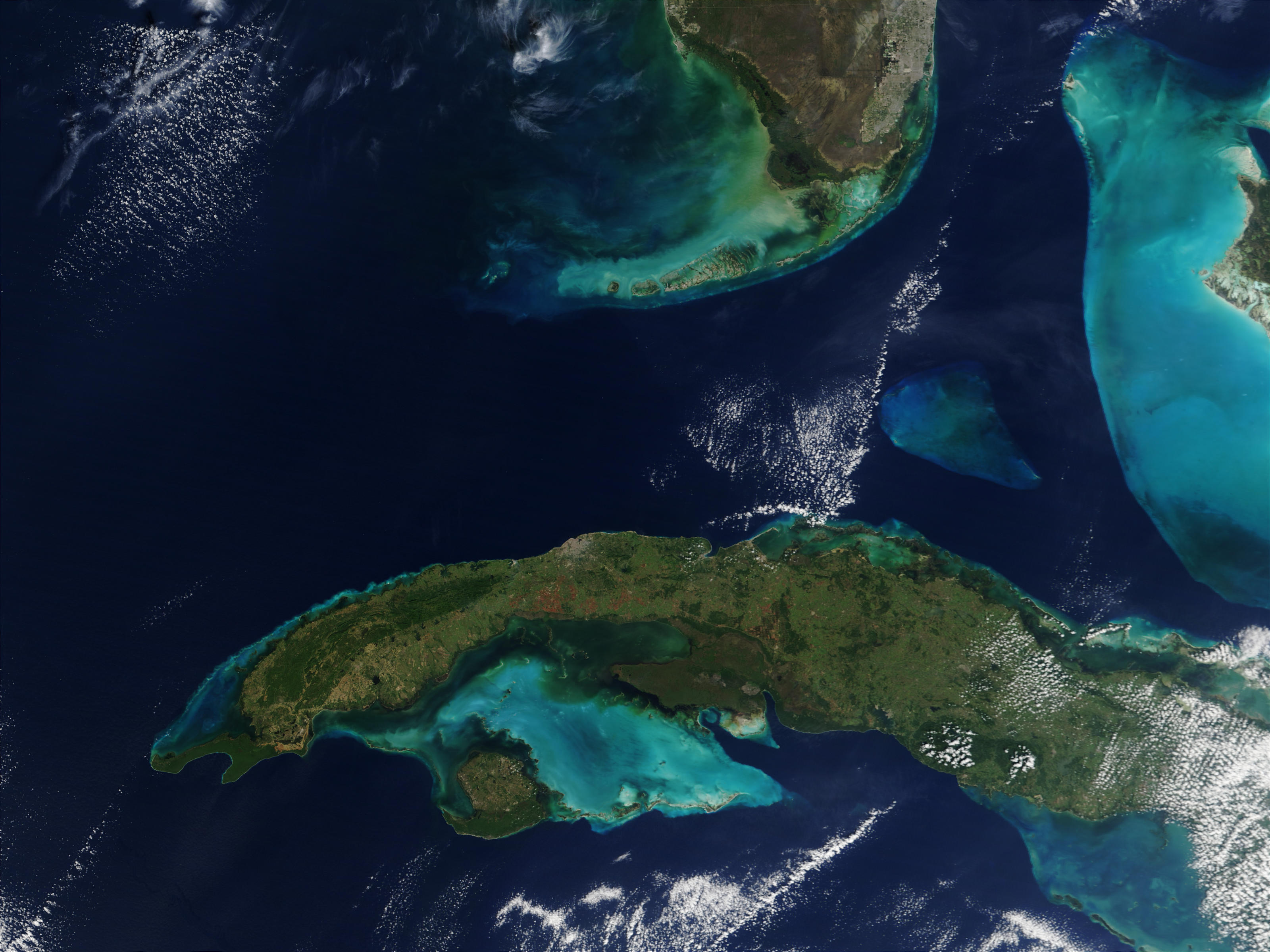
Satellitbild över Floridasundet.

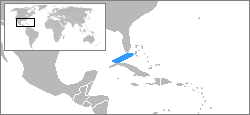
Sundets läge på kartan.

Floridasundet (engelska: Straits of Florida, spanska: Estrecho de la Florida) är ett sund som förbinder Mexikanska golfen i väster med Atlanten i öster. Det är beläget mellan Florida (Florida Keys), USA i norr och Kuba i söder. Det sträcker sig österut till Bahamas. Sundet markerar området där Floridaströmmen (del av Golfströmmen) flyter österut ut från Mexikanska golfen med en medelhastighet vid ytan som ligger på mellan 6,5 och 9,5 km/h. Den förste som seglade genom Floridasundet var den spanske upptäckaren Juan Ponce de León år 1513.
Den svenska korvetten Carlskrona gick under i sundet den 30 april 1846.